# Nicole Fessel
Nicole Fessel (* 19. März 1983 in Annweiler am Trifels) ist eine deutsche, ehemalige Skilangläuferin. Sie gehört seit 1998 dem Zoll-Ski-Team an.

## Werdegang
Nicole Fessel lebt in Blaichach und startet für den SC Oberstdorf. Ihr internationales Debüt gab sie 2000 bei den Juniorenweltmeisterschaften in Štrbské Pleso, als sie Zehnte im Sprint und 55. über fünf Kilometer in der freien Technik wurde. Ein Jahr später bei den Juniorenweltmeisterschaften in Karpacz-Szklarska wurde sie 18. im Massenstartrennen über 15 Kilometer und 21. im Sprint. Viel besser lief es bei den Juniorenwelttitelkämpfen 2002 in Schonach, wo sie Juniorenvizeweltmeisterin im Sprint wurde. Zudem belegte sie über fünf Kilometer in der freien Technik den 17. Rang. Zwischen 2000 und ihrem ersten Start im Weltcup in Linz im Dezember 2002 trat sie in FIS- und Continental-Cup-Rennen an. Größte Erfolge waren 2002 Siege über 5 und 10 Kilometer in Continental-Cup-Rennen in Pontresina. In ihrem ersten Weltcupsprint von Linz erreichte sie den 20. Platz. Über dieselbe Distanz gewann sie 2003 in Sollefteå erstmals den Juniorenweltmeistertitel und erreichte über fünf Kilometer im klassischen Stil den 13. Platz. Von nun an wurde sie auch regelmäßig in Weltcuprennen eingesetzt. Ihr erstes Ergebnis in den Top Ten erreichte Fessel mit der zweiten deutschen Staffel beim Staffelweltcuprennen im März 2003 in Falun als Zehntplatzierte.
Zum Auftakt der Saison 2003/04 erreichte sie beim Teamsprint in Düsseldorf mit Manuela Henkel den sechsten Platz. In der Folgezeit konnte Fessel immer wieder gute Ergebnisse erreichen, ohne jedoch ihren endgültigen Durchbruch zu schaffen. Bei den Weltmeisterschaften 2005 in Oberstdorf wurde sie lediglich im Freistilrennen über zehn Kilometer, das sie als 55. beendete, eingesetzt. Ende 2005 gewann sie in München den Titel der Deutschen Meisterin im Sprint. Bei den Olympischen Spielen 2006 in Turin startete Fessel in zwei Rennen. Im Sprint belegte sie den 31., im 30-Kilometer-Rennen den 48. Platz. Es dauerte bis zum Auftakt der Saison 2006/07, dass Fessel mit Katrin Zeller mit dem achten Platz im Teamsprint von Düsseldorf erneut unter die besten Zehn kam. In der Saison stellten sich nun vermehrt positivere Resultate ein, in Changchun wurde sie Vierte im Sprintweltcup. Bei den Weltmeisterschaften 2007 im japanischen Sapporo wurde sie 15. im Sprint.

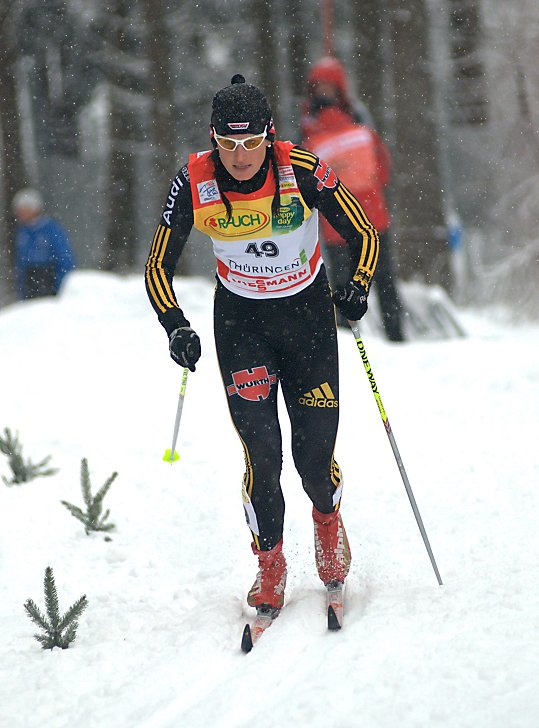
Fessel 2010 bei der Tour de Ski

In Distanzrennen startete Fessel nur sporadisch. In der darauf folgenden Saison 2007/08 war der achte Platz im Sprint von Düsseldorf ihre Saisonbestleistung und auch ihre einzige Top-10-Platzierung. In Distanzrennen gelangen ihr weiterhin keine Platzierungen in den Punkterängen. Die stagnierenden Leistungen setzten sich auch in der Saison 2008/09 fort. Ihr gelang als beste Einzelleistung ein 9. Platz im Sprint von Valdidentro. Bei den Weltmeisterschaften 2009 im tschechischen Liberec belegte sie erneut den 15. Platz im Sprint.
In der Olympiasaison 2009/10 war ein Aufwärtstrend zu erkennen. Im Sprint gelangen ihr in Rybinsk mit Platz sieben und in Canmore mit Rang neun erneut zwei Top-10-Platzierungen. Erstmals gelang ihr auch ein Platz unter den ersten Zehn in einem Distanzrennen in der 15-km-Doppelverfolgung von Rybinsk, wo aber große Teile der Weltelite abwesend waren.
Bei den Olympischen Spielen 2010 von Vancouver erreichte Fessel im Sprint Rang 17 und in der Doppelverfolgung über 15 km der 22. Platz.
Durch konsequenteres Training konnte in der Saison 2010/11 eine größere Leistungssteigerung verzeichnet werden. Bereits zum Saisonauftakt in Gällivare belegte Fessel einen neunten Platz im 10-km-Freistilrennen. An diese gute Leistung konnte sie auch in Kuusamo anknüpfen. Dort erreichte sie in den Weltcupetappenrennen die Ränge fünf, zwei und vier. Damit war Fessel in die Weltelite vorgelaufen, was auch große Hoffnungen für den Sprintweltcup in Düsseldorf weckte. Diese konnte sie allerdings nur im Teamsprint mit Rang fünf erreichen. In der Höhe von Davos wurde sie im 10-km-Klassikrennen 16. Nach diesem Rennen folgte dann für Fessel eine lange Krankheitsserie, wodurch sie eine Reihe von Weltcuprennen und die Tour de Ski 2010/2011 verpasste. Erst am Wochenende vor den Weltmeisterschaften 2011 von Oslo konnte sie in Drammen ihr Weltcup-Comeback feiern und wurde 22. über 10 km klassisch. Bei der WM wurde sie wie schon bei den beiden vorherigen Weltmeisterschaften 15. im Sprintrennen. Besser lief es mit drei siebten in der Doppelverfolgung, dem Massenstartrennen über 30 Kilometer und im Teamsprint. Mit der deutschen Langlaufstaffel wurde sie Fünfte.
Bei den Weltmeisterschaften 2013 im italienischen Fleimstal wurde sie Fünfte im Massenstartrennen über 30 Kilometer und Zwölfte im Sprint. Im Skiathlon als 22. und im Freistilrennen über zehn Kilometer als 26. kam sie nicht auf vordere Plätze. Mit der deutschen Langlaufstaffel wurde sie Siebte. Bei den Olympischen Winterspielen 2014 gewann sie als Startläuferin in der 4 × 5-km-Staffel die Bronzemedaille und wurde dafür am 8. Mai 2014 von Bundespräsident Joachim Gauck mit dem Silbernen Lorbeerblatt ausgezeichnet. Außerdem wurde sie 14. im Skiathlon und 21. über zehn Kilometer in der klassischen Technik.
Im Dezember 2014 wurde Fessel beim Weltcuprennen in Davos Zweite über 10 km Freistil. Bei der nachfolgenden Tour de Ski erreichte sie den siebten Platz in der Gesamtwertung. Bei den Nordischen Skiweltmeisterschaften 2015 in Falun errang sie den 46. Platz über 10 km Freistil, den sechsten Platz mit der Staffel und den vierten Rang im Teamsprint. Die Saison 2014/15 beendete sie auf dem achten Platz im Gesamtweltcup und dem sechsten Rang im Distanzweltcup. In der Saison 2015/16 errang sie den 13. Platz bei der Nordic Opening und den 19. Platz bei der Ski Tour Canada. Ihre beste Einzelplatzierung im Weltcup in der Saison war der vierte Rang im Skiathlon in Lillehammer. Zum Saisonende belegte sie den 22. Platz im Gesamtweltcup und den 18. Rang im Distanzweltcup. Nach Platz fünf über 10 km klassisch in Ruka und Rang sieben im 10-km-Massenstartrennen in La Clusaz zu Beginn der Saison 2016/17 belegte sie den 15. Platz bei der Tour de Ski 2016/17. Bei den Nordischen Skiweltmeisterschaften 2017 in Lahti kam sie auf den 21. Platz im 30-km-Massenstartrennen, auf den 16. Rang über 10 km klassisch und jeweils auf den sechsten mit der Staffel und zusammen mit Stefanie Böhler im Teamsprint. Beim Weltcup-Finale in Québec wurde sie Neunte in der Gesamtwertung und erreichte den 18. Platz im Gesamtweltcup und den 12. Rang im Distanzweltcup. Bei den Olympischen Winterspielen 2018 in Pyeongchang wurde sie zusammen mit Sandra Ringwald Zehnte im Teamsprint.
Fessel ist Beamtin des einfachen Zolldienstes in der Bundeszollverwaltung, wo sie Mitglied des Zoll-Ski-Teams ist.

## Teilnahmen an Weltmeisterschaften und Olympischen Winterspielen

### Olympische Spiele
- 2006 Turin: 31. Platz Sprint Freistil, 48. Platz 30 km Freistil Massenstart
- 2010 Vancouver: 17. Platz Sprint klassisch, 22. Platz 15 km Skiathlon
- 2014 Sotschi: 3. Platz Staffel, 14. Platz 15 km Skiathlon, 23. Platz 10 km klassisch
- 2018 Pyeongchang: 10. Platz Teamsprint Freistil

### Nordische Skiweltmeisterschaften
- 2005 Oberstdorf: 55. Platz 10 km Freistil
- 2007 Sapporo: 15. Platz Sprint klassisch
- 2009 Liberec: 15. Platz Sprint Freistil
- 2011 Oslo: 5. Platz Staffel, 7. Platz Teamsprint klassisch, 7. Platz 30 km Freistil Massenstart, 7. Platz 15 km Skiathlon, 15. Platz Sprint Freistil
- 2013 Val di Fiemme: 5. Platz 30 km klassisch Massenstart, 7. Platz Staffel, 12. Platz Sprint klassisch, 22. Platz 15 km Skiathlon, 25. Platz 10 km Freistil
- 2015 Falun: 4. Platz Teamsprint Freistil, 6. Platz Staffel, 46. Platz 10 km Freistil
- 2017 Lahti: 6. Platz Teamsprint klassisch, 6. Platz Staffel, 16. Platz 10 km klassisch, 21. Platz 30 km Freistil Massenstart

## Platzierungen im Weltcup

### Weltcup-Statistik
Die Tabelle zeigt die erreichten Platzierungen im Einzelnen.
- 1.–3. Platz: Anzahl der Podiumsplatzierungen
- Top 10: Anzahl der Platzierungen unter den ersten zehn
- Punkteränge: Anzahl der Platzierungen innerhalb der Punkteränge
- Starts: Anzahl gelaufener Rennen in der jeweiligen Disziplin
- Hinweis: Bei den Distanzrennen erfolgt die Einordnung gemäß FIS.

| Platzierung               | Distanzrennen a | Distanzrennen a | Distanzrennen a | Distanzrennen a | Distanzrennen a | Skiathlon Verfolgung | Sprint | Etappen- rennen b | Gesamt | Team c | Team c  |
| Platzierung               | ≤ 5 km          | ≤ 10 km         | ≤ 15 km         | ≤ 30 km         | > 30 km         | Skiathlon Verfolgung | Sprint | Etappen- rennen b | Gesamt | Sprint | Staffel |
| ------------------------- | --------------- | --------------- | --------------- | --------------- | --------------- | -------------------- | ------ | ----------------- | ------ | ------ | ------- |
| 1. Platz                  |                 |                 |                 |                 |                 |                      |        |                   |        |        |         |
| 2. Platz                  |                 | 1               |                 |                 |                 | 1                    |        |                   | 2      | 1      | 1       |
| 3. Platz                  |                 |                 |                 |                 |                 | 1                    |        |                   | 1      |        |         |
| Top 10                    | 6               | 10              | 1               | 3               |                 | 14                   | 11     | 4                 | 49     | 5      | 13      |
| Punkteränge               | 19              | 37              | 4               | 5               |                 | 36                   | 57     | 15                | 173    | 10     | 17      |
| Starts                    | 22              | 56              | 10              | 6               |                 | 46                   | 102    | 16                | 258    | 10     | 17      |
| Stand: Saisonende 2017/18 |                 |                 |                 |                 |                 |                      |        |                   |        |        |         |

### Weltcup-Gesamtplatzierungen
| Saison  | Gesamt | Gesamt | Distanz | Distanz | Sprint | Sprint |
| Saison  | Punkte | Platz  | Punkte  | Platz   | Punkte | Platz  |
| ------- | ------ | ------ | ------- | ------- | ------ | ------ |
| 2002/03 | 18     | 73.    | -       | -       | 18     | 52.    |
| 2003/04 | 24     | 69.    | -       | -       | 24     | 43.    |
| 2004/05 | 10     | 84.    | -       | -       | 10     | 61.    |
| 2005/06 | 75     | 53.    | -       | -       | 75     | 27.    |
| 2006/07 | 105    | 36.    | 8       | 70.     | 100    | 21.    |
| 2007/08 | 80     | 44.    | 3       | 67.     | 77     | 30.    |
| 2008/09 | 82     | 52.    | -       | -       | 82     | 33.    |
| 2009/10 | 151    | 48.    | 55      | 45.     | 96     | 29.    |
| 2010/11 | 420    | 17.    | 203     | 20.     | 69     | 33.    |
| 2011/12 | 561    | 17.    | 299     | 17.     | 154    | 23.    |
| 2012/13 | 326    | 22.    | 228     | 19.     | 30     | 49.    |
| 2013/14 | 143    | 43.    | 78      | 32.     | 55     | 42.    |
| 2014/15 | 565    | 8.     | 399     | 6.      | -      | -      |
| 2015/16 | 399    | 22.    | 307     | 18.     | 4      | 64.    |
| 2016/17 | 435    | 18.    | 313     | 12.     | -      | -      |
| 2017/18 | 138    | 43.    | 138     | 22.     | -      | -      |